# ويليام موسلي
ويليام موسلي (22 يونيو 1989 في الولايات المتحدة - ) (بالإنجليزية: William Mosley)‏ هو لاعب كرة سلة أمريكي في مركز الوسط. لعب مع Basket Ferentino ‏.

## وصلات خارجية
- ويليام موسلي على موقع كرة السلة الأوروبية.كوم (الإنجليزية)
- ويليام موسلي على موقع كلية كرة السلة في سبورتس رفرنس.كوم (الإنجليزية)
- ويليام موسلي على موقع ريلجم (الإنجليزية)
- ويليام موسلي على موقع بروبوليرز (الإنجليزية)
- ويليام موسلي على موقع سبورتس رفرنس (الإنجليزية)